# ГЕС Чібро
ГЕС Чібро – гідроелектростанція на півночі Індії у штаті Уттаракханд. Знаходячись між ГЕС Naitwar Mori (вище по течії) та ГЕС Khodri, входить до складу каскаду на річці Тонс, правій притоці Джамна, правій притоці Гангу. В майбутньому між станціями Naitwar Mori та Чібро планується спорудження ще кількох гідрогенеруючих об’єктів.
В межах проекту річку перекрили бетонною гравітаційною греблею Ічарі висотою 59 метрів та довжиною 155 метрів, яка потребувала 181 тис м3 матеріалу. Вона утримує водосховище з площею поверхні 8 км2 та корисним об’ємом 5,1 млн м3. 
Зі сховища під лівобережним гірським масивом прокладено дериваційний тунель довжиною 6,1 км з діаметром 7 метрів, який подає ресурс до машинного залу, розташованого за 17 км нижче по течії від греблі. Зал споруджений у підземному виконанні та має розміри 113х18 метрів при висоті 33 метра. В системі також працює вирівнювальний резервуар висотою 100 метрів з діаметром 20 метрів.
Основне обладнання станції складають чотири турбіни типу Френсіс потужністю по 60 МВт, які при напорі у 110 метрів забезпечують виробництво 750 млн кВт-год електроенергії на рік.
Відпрацьований ресурс спрямовується у водозабір наступної станції каскаду. 
Видача продукції відбувається по ЛЕП, розрахованій на роботу під напругою 220 кВ.